# National Endowment for Democracy
La National Endowment for Democracy, NED és una organització estatunidenca fundada el 1983 a iniciativa del Congrés dels Estats Units per finançar projectes que promoguin la democràcia liberal al món. És l'organització més coneguda dedicada a la promoció de la democràcia.
La fundació va ser creada per contribuir a la lluita anticomunista durant la Guerra Freda. Fins aleshores, l'Agència Central d'Intel·ligència (CIA) duia a terme aquest tipus de finançament. No obstant això, des dels anys 1960 es va veure embolicada en escàndols que van portar al Congrés a limitar les seves activitats.

## Història

### Antecedents
Després de la Segona Guerra, durant la Guerra Freda, Estats Units va dur a terme operacions encobertes a Europa contra el comunisme, enviant assessors, equipament i finançament per a diaris i organitzacions. A finals dels anys 1960 diversos periodistes van revelar algunes d'aquestes operacions tapadora, com el Congrés per la Llibertat de la Cultura. Davant aquest escàndol, l'administració Johnson va decidir cancel·lar aquest tipus d'operacions.
El 1967 el congressista demòcrata Dante Fascell va proposar una llei per crear un institut d'assumptes internacionals que financés obertament programes per «promoure els valors democràtics» en altres països. La llei va ser rebutjada però va ser l'inici d'un debat sobre el desenvolupament de noves formes de guanyar la batalla ideològica contra la Unió Soviètica. Durant els anys 1970 aquest debat va començar a prendre com a model la República Federal Alemanya, on el govern finançava fundacions associades als quatre principals partits polítics per donar suport als seus homòlegs ideològics en altres països.
El 1982 Ronald Reagan va donar un discurs al parlament del Regne Unit en el qual va proposar una iniciativa per promoure la «infraestructura de la democràcia (el sistema de premsa lliure, sindicats, partits polítics i universitats» i va anunciar el començament d'un estudi de la American Political Foundation per «determinar la millor forma que Estats Units contribueixi, com a nació, a la campanya global per la democràcia. L'estudi va ser finançat amb 300.000 dòlars de l'Agència per al Desenvolupament Internacional i va ser conegut com Democracy Program. Les conclusions de l'estudi van recomanar la creació d'una fundació privada bipartidista que distribuís fons a altres organitzacions per a la «promoció de la democràcia» a l'estranger.

### Creació
Després de l'aprovació del congrés, va ser creada la National Endowment for Democracy el novembre de 1983[8] amb un finançament anual de 31,3 milions de daura'ls. La distribució de fons de la NED es realitza principalment mitjançant quatre organitzacions:
- El Centre Internacional per a l'Empresa Privada (CIPE) creat per la Cambra de comerç.
- L'Institut de Sindicats Lliures (FTUI) creat per la Federació Nord-americana del Treball i Congrés d'Organitzacions Industrials (AFL-CIO).
- L'Institut Nacional Demòcrata per als Assumptes Internacionals (NDIIA) associat al Partit Demòcrata.
- L'Institut Nacional Republicà per a Assumptes Internacionals (NRIIA) associat al Partit Republicà.

Excepte el FTUI, la creació de la resta d'organitzacions va formar part del pla de creació de la NED. Inicialment tots ells tenien representació directa en els òrgans de decisió de la NED, encara que posteriorment es va evitar aquesta vinculació.
El seu primer president va ser Carl Gershman.

## Estructura
Malgrat estar creada i finançada pel Congrés dels Estats Units, la National Endowment for Democracy (NED) és formalment una organització no governamental. L'objectiu d'aquesta independència formal és poder treballar en situacions en les quals els organismes públics no es poden involucrar, així com adaptar-se a situacions de ràpids canvis.
La NED compta amb quatre instituts a través dels quals canalitza la major part dels seus fons:
- El Centre de Solidaritat de la Federació Nord-americana del Treball i Congrés d'Organitzacions Industrials (AFL-CIO) que treballa en el moviment sindical.
- Centre Internacional per a l'Empresa Privada (CIPE) afiliat a la Cambra de comerç que treballa en el sector privat a través d'organitzacions patronals.
- Institut Nacional Demòcrata associat al Partit Demòcrata.
- Institut Republicà Internacional associat al Partit Republicà.

## Activitat

### Amèrica Llatina

#### Cuba
Entre els anys 1990 i 1992 la NED va donar un quart de milió de dòlars a la Fundació Nacional Cubano-Americana (CANF), un grup que s'oposa fèrriament al govern cubà de Fidel Castro.

#### Haití
En les eleccions de 1990 a Haití la NED va donar suport a Marc Bazin (que havia treballat al Banc Mundial), proporcionant-li una gran part dels seus fons, la quantitat dels quals va ser estimada en 36 milions de dòlars. Malgrat aquesta gegantesca ajuda financera només va obtenir el 12 % de vots, sent àmpliament derrotat per l'esquerrà Jean-Bertrand Aristide.

#### Nicaragua
Durant els anys 1980, la NED va dur a terme programes a Nicaragua complementaris a les operacions de suport estatunidenc a la contra.

#### Panamà
El 1984 la NED va concedir fons a un candidat presidencial panameny recolzat pel dictador Manuel Noriega i l'Agència Central d'Intel·ligència. Després, el Congrés estatunidenc va crear una llei que prohibia a la NED usar els seus fons per finançar les campanyes de candidats per a ministeris públics.

#### Veneçuela
El 2004 el govern veneçolà va publicar documents que demostrarien que la NED va concedir fons en forma de donacions a grups d'oposició al país, com l'ONG Sumate els anys 2000 a 2001. La NED també hauria finançat enquestes favorables a l'oposició veneçolana sobre el referèndum presidencial que es va desenvolupar el 2004, que finalment va ser guanyat pel president Hugo Chávez.

### Àsia

#### Afganistan
Durant els anys 1980, la NED va dur a terme programes a Afganistan complementaris a les operacions de suport estatunidenc a la insurrecció mujahidí..

#### Filipines
Els anys 1980, davant el temor d'una revolució organitzada pel Partit Comunista de les Filipines i el Nou Exèrcit del Poble, Estats Units va promoure una transició controlada de la dictadura de Ferdinand Marcos a un nou règim democràtic. Entre 1984 i 1990, la NED i altres organitzacions estatunidenques van dedicar, almenys, nou milions de dòlars a organitzacions filipines. Entre elles, la Cambra de comerç i Indústria de les Filipines (PCCI), el Congrés de Sindicats de les Filipines (TUCP), clubs de la joventut, l'organització de dones KABATID i el Moviment Nacional d'Eleccions Lliures (NAMFREL).

### Europa

#### Espanya
Durant els anys 1980 va finançar el sindicat Eusko Langileen Alkartasuna-Solidaritat dels Treballadors Bascos a través del Free Trade Union Institute per enfrontar-se al «moviment separatista ETA» i servir «com una força moderadora a la regió contra els sindicats bascos radicals i el sindicat Comissions Obreres d'orientació comunista». El sindicat va rebre per aquesta via una quantitat indeterminada en 1984, 259.687 dòlars en 1985, 86.149 en 1986, 119.680 en 1987 i 131.690 en 1988.

#### Portugal
En els anys 1980, la NED va dur a terme programes a les regions de Portugal que estaven «dominades per comunistes.»